# Stiftung Klima- und Umweltschutz MV
Die Stiftung des Landes Mecklenburg-Vorpommern für Klimaschutz und Bewahrung der Natur – Stiftung Klima- und Umweltschutz MV, Kurzbezeichnung Stiftung Klima- und Umweltschutz MV, mit Sitz in Schwerin ist eine Stiftung des bürgerlichen Rechts im Umfeld der Nord Stream 2. Die Stiftung wurde Anfang 2021 vom Land Mecklenburg-Vorpommern mit dem offiziell kommunizierten Ziel gegründet, Maßnahmen und Projekte des Klimaschutzes und zur Bewahrung oder Wiederherstellung der Natur in Mecklenburg-Vorpommern und an sowie vor den Küsten des Landes sowie an und vor den Ostseeküsten der Ostseeanrainerstaaten durchzuführen und zu fördern.
Als tatsächliches Hauptziel galt jedoch, die Gaspipeline Nord Stream 2 von Russland nach Deutschland fertigzustellen und die US-Sanktionen bezüglich des Pipeline-Baues zu umgehen; die Stiftung wurde zu über 99 % von Gazprom bzw. der Nord Stream 2 AG finanziert.
Der Antrag der Landesregierung zur Stiftungs-Gründung führte extra auf: „Die Gründung eines wirtschaftlichen Geschäftsbetriebes in der Stiftung mit dem Ziel, einen Beitrag zum Fortgang der Arbeiten an der Pipeline Nord Stream 2 zu leisten.“ Dazu kaufte die Stiftung mit der Blue Ship auch ein Schiff, das direkt zum Bau von Nord Stream 2 beitrug.
Am 28. Februar 2022, vier Tage nach dem russischen Überfall auf die Ukraine, kündigte die Ministerpräsidentin von Mecklenburg-Vorpommern, Manuela Schwesig, die Auflösung der Stiftung an. Am 14. April 2022 richtete der Landtag Mecklenburg-Vorpommerns mit den Stimmen von CDU, FDP und Grünen einen Untersuchungsausschuss zum Verhalten von Schwesigs Regierung in Bezug auf Nord Stream 2 und die Stiftung Klima- und Umweltschutz MV ein. Die mit russischen Geldern ausgestattete Stiftung gilt bei Kritikern als Symbol für Schwesigs verfehlte Russlandpolitik.

## Personal
Der Stiftungsvorstand und das Kuratorium werden von der Ministerpräsidentin oder dem Ministerpräsidenten des Landes Mecklenburg-Vorpommern bestellt.
Vorstandsvorsitzender der Stiftung war der ehemalige Ministerpräsident des Landes Mecklenburg-Vorpommern Erwin Sellering. Weitere Vorstandsmitglieder waren der frühere CDU-Europaabgeordnete Werner Kuhn und die geschäftsführende Gesellschafterin der Medigreif Parkklinik GmbH Katja Enderlein. Die Satzung sieht zudem ein Kuratorium vor, für das jedoch keine Mitglieder durch die Landesregierung berufen wurden. Für den wirtschaftlichen Betrieb war bis 2022 Steffen Petersen Geschäftsführer. Seit 2022 ist Christin Klinger Geschäftsführerin.
Am 24. Mai 2024 trat Sellering als Vorstandsvorsitzender der Stiftung zurück. Vorstandsvorsitzender der Stiftung war seit Sellerings Rücktritt Werner Kuhn. Am 16. Dezember 2024 traten auch die Vorstände Katja Enderlein und Werner Kuhn zurück, deren Amtszeit regulär Anfang Januar 2025 geendet hätte. Grund sei, so Kuhn, „ein Krankheitsfall in der Familie Enderlein“.
Neuer Vorsitzender wurde der Insolvenzanwalt Christoph Morgen. Der frühere Bauernverbandspräsident Detlef Kurreck übernahm den Posten des stellvertretenden Vorsitzenden.

## Geschichte
Anfang Januar 2021 wurde durch den Landtag von Mecklenburg-Vorpommern mit den Stimmen der Regierungsparteien SPD und CDU sowie der oppositionellen Linkspartei die Gründung der Stiftung Klima- und Umweltschutz MV beschlossen. Die Stiftung wurde am 7. Januar gegründet um am 8. Januar vom Justizministerium Mecklenburg-Vorpommern anerkannt. Bundeswirtschaftsminister Peter Altmaier (CDU) äußerte sich intern skeptisch zu der Gründung, im Nachhinein sprach er von einem „Affront der USA“; doch erhob er seinerzeit keinen Einspruch dagegen, da es sich um eine „Ländersache“ gehandelt habe, die kein Bundesrecht verletzt habe. Nach Recherchen der Süddeutschen Zeitung signalisierte Bundeskanzlerin Angela Merkel, dass sie „sich aus der ganzen Sache heraushalte“. Vizekanzler Olaf Scholz (SPD) habe die Idee zwar „problematisch“ gefunden, sei aber ebenfalls nicht gegen die Gründung eingeschritten. Umweltverbände wie NABU und WWF Deutschland kritisierten die Nord-Stream-2-Pipeline und die Stiftung, da unter dem Deckmantel des Umweltschutzes der Klimaschutz untergraben und die Klimakrise weiter angeheizt werde. Die Deutsche Umwelthilfe bezeichnete die Stiftung als „Fake-Stiftung“ und klagte gegen die Anerkennung der Stiftung durch die Stiftungsaufsicht. Das Verwaltungsgericht Schwerin lehnte den Eilantrag gegen die Gründung der Stiftung aus formellen Gründen ab. Eine Klage der Deutschen Umwelthilfe sei unzulässig, da sich das Verbandsklagerecht auf Umweltfragen beschränke und nicht auf die Gründung von Stiftungen erstrecke.
Nachdem die Bundesregierung am 22. Februar 2022 angesichts der Vorbereitung des russischen Überfalls auf die Ukraine die Genehmigung der Pipeline stoppte, sollte auch die Klimastiftung ihre Arbeit vorerst einstellen. Am 28. Februar 2022 erklärte Ministerpräsidentin Manuela Schwesig, sie wolle die Stiftung auflösen. Es soll geprüft werden, ob die von der Nord Stream AG aufgebrachten 20 Millionen Euro im Stiftungskapital für humanitäre Hilfe in der Ukraine verwendet werden können. Der Vorstandsvorsitzende der Stiftung Sellering hielt eine Auflösung der Stiftung hingegen für rechtswidrig, da es rechtlich ausgeschlossen sei, die Stiftung aufzulösen und das Stiftungsvermögen für andere Zwecke als den Klimaschutz auszugeben. Am 22. April 2022 veröffentlichte die Stiftung ein Gutachten der Juraprofessorin Katharina Uffmann, um diese Ansicht zu untermauern. Es existieren Gegengutachten.
Der Stiftungsvorsitzende Erwin Sellering kündigte einen Gang vor Gericht an, um der Auskunftspflicht der Stiftung gegenüber Bürger- und Journalistenanfragen nicht nachzukommen. Nachdem die Redaktion des Internetportals FragDenStaat gegen die Verweigerung der Aktenherausgabe vor Gericht Recht bekommen hatte, verweigerte Sellering weiterhin die Auskunft und die Stiftung legte im April 2022 Berufung vor dem Oberlandesgericht ein, die drei Monate später zurückgewiesen wurde. Die Stiftung musste die Auskünfte erteilen.
Am 14. April 2022 richtete der Landtag Mecklenburg-Vorpommerns mit den Stimmen von CDU, FDP und Grünen einen Untersuchungsausschuss zum Verhalten von Schwesigs Regierung in Bezug auf Nord Stream 2 und die Stiftung Klima- und Umweltschutz MV ein. Nach Recherchen der Sonntagszeitung Welt am Sonntag sind Gründungsunterlagen zur Stiftung nicht mehr auffindbar. Die Vorkommnisse rund um die Stiftung führten zu Rücktrittsaufrufen gegen die Ministerpräsidentin von Mecklenburg-Vorpommern, Manuela Schwesig. Am 17. Mai 2022 kündigte der Vorstand um Erwin Sellering den Rücktritt an, um eine vom Landtag gewünschte Auflösung der Stiftung zu ermöglichen. Der Geschäftsbetrieb soll abgewickelt werden, der Bereich Klimaschutz mit seinen fünf Arbeitsplätzen soll in die Landesenergie- und Klimaschutzagentur des Landes eingegliedert werden.
Im November 2022 teilte Sellering den Fraktionen im Landtag per Brief mit, dass er nicht zugesagt habe, die Stiftung aufzulösen, und die Arbeit fortsetzen werde. Justizministerin Jacqueline Bernhardt erklärte für die Landesregierung, es gäbe zurzeit keinen Grund, das laut Satzung Ministerpräsidentin Schwesig zustehende Recht auf Abberufung des Stiftungsvorstands auszuüben.
Im Oktober 2022 legte Erwin Sellering als Vorstandschef der Stiftung Verfassungsbeschwerde beim Bundesverfassungsgericht ein, damit er nicht die Geschäftspartner der Stiftung benennen muss, da mit den Geschäftspartnern Geheimhaltung vereinbart wurde. Ein Journalist der Welt hatte auf Herausgabe dieser Informationen vor dem Landgericht geklagt und Recht bekommen. Das Oberlandesgericht wies die Berufung der Stiftung ab und darauf erfolgte die Verfassungsbeschwerde.
Im Januar 2023 hörte der Untersuchungsausschuss des Landtags zur Stiftung die ersten Zeugen. Zwei Wissenschaftlern zufolge sei der Bau von Nord Stream 2 zur Gasversorgungssicherheit nicht notwendig gewesen.
Im März 2023 warf Sellering Schwesig vor, sie wolle die Stiftung auflösen, um sich „reinzuwaschen“. Doch die angestrebte Auflösung der Stiftung sei rechtswidrig. Er bekräftigte, dass der Stiftungsvorstand, wie vereinbart, zurücktreten werde sobald die notwendigen Testate für den Geschäftsbetrieb vorliegen. Presseberichten zufolge haben sich wegen dieses Streits Schwesig und ihr politischer Ziehvater Sellering persönlich überworfen.
Im Juni 2023 erklärte Innenminister Christian Pegel die Auflösung der Stiftung für gescheitert; die Landesregierung werde die Auflösung der Stiftung nicht weiter betreiben.

## Stiftungskapital
Das Land Mecklenburg-Vorpommern investierte 200.000 Euro für das Grundstockvermögen der Stiftung sowie weitere 50.000 Euro, während Nord Stream 2 AG/Gazprom zunächst 20 Millionen Euro bereitstellten, die sich später auf 60 Mio. Euro erhöhen sollten. Bei Betriebsaufnahme der Pipeline Nord Stream 2 soll die Stiftung jährlich weiter unterstützt werden. Bereits beim Bau der Ostseepipeline Nord-Stream-1-Pipeline kam es zur Gründung von zwei Stiftungen, die Projekte zum Schutz der Ostsee fördern.
Die Stiftung erfüllt ihre Aufgaben aus den Erträgen des Grundstockvermögens, Erträgen eigener wirtschaftlicher Betätigung und aus Zuwendungen, soweit sie nicht ausdrücklich zur Aufstockung des Grundstockvermögens bestimmt sind.
Für die durch Gazprom geleisteten Zahlungen wurde keine Schenkungssteuer abgeführt, die Stiftung gibt dazu an, eine Befreiung beantragt zu haben. Die Unterlagen dazu gingen beim Finanzamt Ribnitz-Damgarten verloren, der Staatsanwaltschaft Stralsund zufolge soll eine Mitarbeiterin die Dokumente in einem privaten Kamin verbrannt haben.

## Stiftungszweck
Die Stiftungszwecke der Stiftung Klima- und Umweltschutz MV sind gemäß Satzung:
- „die Durchführung und Förderung von Maßnahmen und Projekten des Klimaschutzes und zur Bewahrung oder Wiederherstellung der Natur im Land Mecklenburg-Vorpommern und an sowie vor den Küsten des Landes Mecklenburg-Vorpommern sowie an und vor den Ostseeküsten der Ostseeanrainerstaaten;“
- „die Durchführung und Förderung von Maßnahmen zur Bewahrung und Verbesserung der ökologischen Situation in den genannten Regionen;“
- „die Förderung von Wissenschaft und Forschung im Bereich des Klimaschutzes und auf dem Gebiet einer klimaschonenden Energieversorgung im Land Mecklenburg-Vorpommern oder unter federführender Beteiligung von Wirtschaftsunternehmen, Hochschulen, Wissenschaftseinrichtungen oder Nichtregierungsorganisationen mit Sitz im Land Mecklenburg-Vorpommern;“
- „Förderung von Maßnahmen im Land Mecklenburg-Vorpommern zur Umsetzung der Belange des Klima- und Naturschutzes, vor allem auch bei allen Maßnahmen zur Sicherung der Energieversorgung, insbesondere bei der Systemstabilität durch Speicher- und Sektorenkopplungslösungen, wobei dies auch die Unterstützung von Wirtschaftsunternehmen mit Sitz im Land Mecklenburg-Vorpommern zur unternehmenseigenen Forschung in diesem Bereich, zur Herstellung von Prototypen, für Nullserien und für markteinführende Verbreitungsstrategien umfasst;“
- „die Förderung von Maßnahmen zur Sicherung der Artenvielfalt;“
- „die Förderung von Maßnahmen zur Sicherung des Gewässerschutzes und des Trinkwasserschutzes;“
- „Information, Beratung und Öffentlichkeitsarbeit zu Fragen des Klimaschutzes und der Bewahrung der Natur im Ostseeraum vorrangig in Mecklenburg-Vorpommern und in besonderen Fällen auch in den Ostseeanrainerstaaten;“
- „Erfahrungs-, Wissens- und Informationsaustausch sowie die Vernetzung zwischen im Klima- und Umweltschutz Engagierten, insbesondere in Mecklenburg-Vorpommern und mit den Ostseeanrainerstaaten;“
- „Aus-, Fort- und Weiterbildung im Bereich des Klima- und Umweltschutzes in Mecklenburg-Vorpommern;“
- „Zusammenarbeit mit anderen Institutionen und Organisationen, um im Rahmen des Stiftungszwecks gemeinsame Projekte und Vorhaben, die nach diesem Satzungszweck auch durch die Stiftung allein zulässig sind, zu verwirklichen;“
- „die Förderung und Unterstützung von Maßnahmen, Anstrengungen und wissenschaftlichen Untersuchungen im Land Mecklenburg-Vorpommern, die eine klimaschonende Sicherung der Energieversorgung zum Ziel haben.“[1]

Zur Erfüllung des Stiftungszwecks darf die Stiftung einen wirtschaftlichen Geschäftsbetrieb errichten sowie Tochtergesellschaften in der Rechtsform von Personen- oder Kapitalgesellschaftern gründen, erwerben, sich daran beteiligen oder beauftragen.
Anträge auf Förderung konnten Privatpersonen, Vereine und Firmen stellen.

## Projekte
Seit Gründung liefen und laufen verschiedene Projekte. Das erste Projekt war „Buddeln für Bäume – Kinder pflanzen fürs Klima“, bei dem Kindertagesstätten in MV Bäume oder auch Sträucher auf ihrem Gelände pflanzen und dafür bis zu 500 Euro erhalten konnten.
Ein weiteres Projekt der Stiftung war die Förderung der Anlage von Seegraswiesen mit Gewöhnlichem Seegras durch das Maritime Kompetenzzentrum für industrienahe Forschung in der Meerestechnik (MariKom) mit einer Fördersumme von 185.000 Euro. Beim Projekt soll geprüft werden, ob mit Seegras ähnlich wie bei der Verlegung von Rollrasen verfahren werden kann. Dazu sät man Seegrassamen in ein Grundgerüst aus natürlichen Materialien aus und zieht die Seegras-Keimlinge auf. Später werden die Seegrasrasen auf den Meeresboden ausgebracht und dort verankert.
Die Homepage der Stiftung listete im August 2023 24 verschiedene Projekte auf die gefördert wurden.

## Stiftungsfirma
Erst Mitte Mai 2022 gab Sellering einige Fakten zur Stiftungsfirma bzw. zum wirtschaftlichen Geschäftsbetrieb bekannt. Für die Stiftungsfirma arbeiteten vier Personen. Nord Stream 2 meldete der Stiftungsfirma notwendige Arbeiten für den Pipelinebau, die Stiftungsfirma suchte passende Betriebe aus und schloss Verträge über die Arbeiten mit diesen ab. Als Provision bekam die Stiftungsfirma 10 Prozent der Vertragssumme von Nord Stream 2. Die erhaltenen Provisionssummen wurden nicht bekannt gegeben. Insgesamt wurden an etwa 80 Unternehmen, vor allem aus Norddeutschland und überwiegend aus der Baubranche, Aufträge mit einem Volumen von 165 Millionen Euro vergeben. Gemeinsam mit dem Rostocker Unternehmer Siegfried Kempe wurde die MAR Agency GmbH als Schiffsmakler gegründet, an der die Stiftung 49 % der Anteile hielt. Nach dem russischen Angriff auf die Ukraine stellte die Stiftungsfirma ihre Arbeit für Nord Stream 2 ein und es kam zur Abwicklung, auch die MAR Agency GmbH wurde abgewickelt.
Am 30. August 2022 wurde nach Angaben der Stiftung mit Zustimmung des Sachwalters der insolventen Nord Stream 2 AG eine Abschlussvereinbarung getroffen, der zufolge nach Aufrechnung der Gegenforderungen die Nord Stream 2 AG Forderungen in Höhe von 12 Millionen Euro gegenüber der Stiftung hat, zuzüglich 6,5 Millionen Euro aus dem Verkaufserlös des „Blue Ship“. Da die Nord Stream 2 AG keinen Sanktionen unterliege, habe die Stiftung vor, diese Forderungen zu begleichen.
Mit Blick auf die Firmen, mit denen Verträge geschlossen wurden, verweist die Stiftung auf Geheimhaltungsklauseln. Nachdem das Landgericht Schwerin und das Oberlandesgericht Rostock bestätigt hatte, dass die Stiftung den Zeitungen Die Welt und Bild die Namen der beteiligten Unternehmen nennen muss, legte die Stiftung Beschwerde beim Bundesverfassungsgericht ein, die mit Beschluss vom 22. November 2022 jedoch nicht zur Entscheidung angenommen wurde. In einer Pressemitteilung der Stiftung wird Sellering damit zitiert, dass diese Unternehmen sich nichts vorzuwerfen hätten. „Sie haben rechtmäßig gehandelt. Und sie haben Landtag und Landesregierung vertraut, die einen Schutzschirm gegen die US-Sanktionen versprochen haben.“
Die Stiftungsfirma wurde laut Geschäftsbericht 2022 im Jahre 2022 abgewickelt.

## StiftungsschiffBlue Ship
Am 1. Juli 2021 kaufte die Stiftung das Decksladungs-, Versorgungs- und Feuerbekämpfungsschiff Blue Ship und ließ es in Zypern mit dem Heimathafen Limassol registrieren. Die dänische Seeschifffahrtsbehörde erteilte dem Schiff die Genehmigung zu Steinschüttungsarbeiten an der Pipeline Nord Stream 2 in dänischen Gewässern. Für den Geschäftsbetrieb des Schiffes stellte Gazprom einen Geschäftsführer in Hamburg ein. Der Stiftungs-Vorstandsvorsitzende Sellering sagte zum Betrieb des Schiffes: „Da dies die aus unserer Sicht völkerrechtswidrigen Sanktionen gegen die Pipeline berührt, liegt es in der Natur der Sache, dass die Stiftung keinerlei Angaben dazu macht, welche Schritte zu Erreichung dieses zeitweiligen satzungsmäßigen Nebenzwecks notwendig sind und ergriffen werden.“ Nach Beendung des Baus von Nord Stream 2 lag das Schiff zunächst beschäftigungslos im Fährhafen Sassnitz auf Rügen. Im August 2022 wurde es an ein türkisches Unternehmen verkauft, das es unter dem Namen „Blue Sky“ und der Flagge Palaus registrierte.

## Kritik
Die Stiftung, ausgestattet mit Millionen aus Moskau, gilt bei Kritikern als Symbol für die verfehlte Russlandpolitik von Ministerpräsidentin Manuela Schwesig (SPD). Das Konstrukt war offensichtlich erdacht worden, um US-Sanktionen beim Bau der Pipeline Nord Stream 2 zu umgehen, und war demzufolge stark umstritten. Umweltverbände werfen ihr vor, Etikettenschwindel zu betreiben und tatsächlich vor allem Nord Stream 2 unterstützen zu wollen. Die Deutsche Umwelthilfe bezeichnete die Stiftung als „Fake-Stiftung“ und klagte bislang erfolglos gegen die Anerkennung der Stiftung durch die Stiftungsaufsicht. Auch der Landesrechnungshof kritisierte die Errichtung der Stiftung. Unklar blieb, ob die Stiftung im Zusammenhang mit möglichen US-Sanktionen bezüglich Nord Stream 2 eine Rolle gespielt hätte.
Der Spiegel-Autor Markus Feldenkirchen nannte die Stiftung im April 2022 „eine der größten Dummdreistigkeiten der deutschen Nachkriegsgeschichte“. Die Stiftung habe nichts mit Klimaschutz zu tun gehabt, sondern dem Zweck gedient, trotz Sanktionen die Fertigstellung von Nord Stream 2 zu gewährleisten. Diese Sicht wird von Peter Burghardt in der Süddeutschen Zeitung geteilt. Robin Alexander kritisierte das Hissen der ukrainischen Flagge nach dem russischen Überfall am Gebäude des Landtags, der die Stiftung gegründet hatte, als schamlos.
Im April 2023 berichtete die Presse, dass der Geschäftsführer der Stiftung Steffen Petersen einen Auftrag für 749 000 Euro an eine Beraterfirma vergab, deren Partner er selbst ist. Steffen Petersen vergab zudem einen 6,2-Millionen-Euro-Auftrag an ein Unternehmen seines Bruders.

## Parlamentarischer Untersuchungsausschuss
Im Juni 2022 konstituierte sich der 3. Parlamentarische Untersuchungsausschusses der 8. Wahlperiode zur Stiftung Klima- und Umweltschutz MV (kurz: Untersuchungsausschuss "Klimaschutzstiftung") des Landtags Mecklenburg-Vorpommern. Der Landtag hatte am 18. Mai 2022 in seiner 22. Sitzung die Einsetzung des Gremiums beschlossen. Den Antrag auf die Einsetzung eines Untersuchungsausschusses hatten die Fraktionen Bündnis 90/Die Grünen, FDP und CDU am 8. April 2022 eingebracht, zwei Änderungsanträge gab es dazu durch die Fraktionen der SPD und Die Linke sowie die Fraktionen Bündnis 90/Die Grünen, FDP und CDU.
Bis Oktober 2024 tagte der Untersuchungsausschuss an 57 Terminen. Der Parlamentarische Untersuchungsausschuss will auch Ministerpräsidentin Manuela Schwesig, den ehemaligen Bundeskanzler Gerhard Schröder, Lorenz Caffier, Landwirtschaftsminister Till Backhaus sowie den ehemaligen Wirtschaftsminister Harry Glawe als Zeugen vorladen und befragen.